# 숀 퍼트위
숀 퍼트위(영어: Sean Pertwee, 1964년 6월 4일 ~ )는 잉글랜드의 배우이다. 드라마 고담에서 알프레드 페니워스 역으로 출연했다. 아버지는 드라마 《닥터후》의 3대 닥터 역으로 유명한 배우 존 퍼트위이다.

## 출연 작품

### 영화
- 이벤트 호라이즌 (1997)
- 솔저 (1998)